# San José de la Luz, Nuevo León
San José de la Luz är en ort i Mexiko.   Den ligger i kommunen Doctor Arroyo och delstaten Nuevo León, i den centrala delen av landet, 500 km norr om huvudstaden Mexico City. San José de la Luz ligger 1 679 meter över havet och antalet invånare är 106.
Terrängen runt San José de la Luz är platt åt nordost, men åt sydväst är den kuperad. Runt San José de la Luz är det mycket glesbefolkat, med 7 invånare per kvadratkilometer. Närmaste större samhälle är El Refugio y el Reparo, 15,2 km nordost om San José de la Luz. Omgivningarna runt San José de la Luz är i huvudsak ett öppet busklandskap.